# Championnat du monde féminin de hockey sur glace 2024
Navigation
Championnat du monde 2023 Championnat du monde 2025
Le Championnat du monde féminin de hockey sur glace 2024 est la vingt-cinquième édition de cette compétition organisée par la Fédération internationale de hockey sur glace (IIHF). Elle a lieu à Utica aux États-Unis.
Les divisions inférieures sont disputées indépendamment du groupe Élite.
Comme en 2023, la Russie et la Biélorussie sont exclues de la compétition en raison de l'invasion de l'Ukraine.

## Format de la compétition
| Niveau         | Équipes | Lieu         | Dates (2024)          | Résultats         | Résultats      |
| Niveau         | Équipes | Lieu         | Dates (2024)          | Vainqueur / Promu | Relégué        |
| -------------- | ------- | ------------ | --------------------- | ----------------- | -------------- |
| Division Élite | 10      | Utica        | du 3 au 14 avril      | Canada            | Chine Danemark |
| Division IA    | 6       | Klagenfurt   | du 21 au 27 avril     | Norvège Hongrie   | Corée du Sud   |
| Division IB    | 6       | Riga         | du 31 mars au 6 avril | Slovaquie         | Pologne        |
| Division IIA   | 6       | Canillo      | du 7 au 13 avril      | Kazakhstan        | Belgique       |
| Division IIB   | 6       | Istanbul     | du 1er au 7 avril     | Corée du Nord     | Afrique du Sud |
| Division IIIA  | 6       | Zagreb       | du 11 au 17 mars      | Ukraine           | Bulgarie       |
| Division IIIB  | 5       | Kohtla-Järve | du 24 au 29 mars      | Thaïlande         | Aucun          |

Le Championnat du monde féminin de hockey sur glace est un ensemble de plusieurs tournois regroupant les nations en fonction de leur niveau. Les meilleures équipes disputent le titre dans la Division Élite.
Les 10 équipes de la Division Élite sont réparties en deux groupes de 5 : les mieux classées dans le groupe A et les autres dans le groupe B. Chaque groupe est disputé sous la forme d'un championnat à matches simples. Les 5 équipes du groupe A sont qualifiés d'office pour les quarts de finale, de même que les 3 premiers du groupe B. Les deux derniers du groupe B sont relégués en division inférieure lors de l'édition 2024.
Pour les autres divisions, les équipes s’affrontent entre elles et, à l'issue de cette compétition, le premier est promu dans la division supérieure et le dernier est relégué dans la division inférieure, sauf en division IA où il y a deux promus et en division IIIB où il n'y a pas de relégation.
Lors des phases de poule, les points sont attribués ainsi :
- 3 points pour une victoire dans le temps réglementaire ;
- 2 points pour une victoire en prolongation ou aux tirs de fusillade ;
- 1 point pour une défaite en prolongation ou aux tirs de fusillade ;
- 0 point pour une défaite dans le temps réglementaire.

## Division Élite
| \| Utica \| Localisation de la ville d'Utica, au nord-est des États-Unis. |
| Utica                                                                     |

| Utica                                   |
|                                         |
| Adirondack Bank Center Capacité : 3 860 |

### Nations participantes
| Groupe A                               | Groupe B        |
| -------------------------------------- | --------------- |
| Canada                                 | Allemagne       |
| États-Unis, tenant du titre, pays hôte | Chine, promu    |
| Finlande                               | Danemark, promu |
| Suisse                                 | Japon           |
| Tchéquie                               | Suède           |

### Officiels
24 officiels ont été désignées pour la compétition.
| - Julia Kainberger - Jennifer Berezowski - Cianna Lieffers - Amy Martin - Shauna Neary - Zuzana Svobodová - Anniina Nurmi - Vanessa Anselm - Melissa Doyle - Samantha Hiller - Chelsea Rapin - Amanda Tassoni |

| - Alex Clarke - Laura Gutasukas - Justine Todd - Kirsten Welsh - Kristýna Hájková - Kamila Smetková - Tiina Saarimäki - Alexia Cheyroux - Leonie Ernst - Natalia Suchanek - Sarah Buckner - Melanie Gotsdiner |

### Tour préliminaire

#### Groupe A

##### Classement
| Clt   | Équipe     | PJ | V | VP | D | DP | BP | BC | Diff | Pts |
| ----- | ---------- | -- | - | -- | - | -- | -- | -- | ---- | --- |
| +001, | États-Unis | 4  | 3 | 1  | 0 | 0  | 16 | 3  | +13  | 11  |
| +002, | Canada     | 4  | 3 | 0  | 0 | 1  | 12 | 2  | +10  | 10  |
| +003, | Tchéquie   | 4  | 2 | 0  | 2 | 0  | 10 | 12 | -2   | 6   |
| +004, | Finlande   | 4  | 1 | 0  | 3 | 0  | 9  | 15 | -6   | 3   |
| +005, | Suisse     | 4  | 0 | 0  | 4 | 0  | 3  | 18 | -15  | 0   |

- en gras, qualifié pour les quarts de finale

##### Matches
| 3 avril | Finlande | 0-4 (0-0, 0-2, 0-2) | Tchéquie | Adirondack Bank Center 1 306 spectateurs |

| Feuille de match | Feuille de match | Feuille de match | Feuille de match | Feuille de match                                                                        |
| ---------------- | ---------------- | ---------------- | --- | --------------------------------------------------------------------------------------- |
|                  |                  | 0-1 0-2 0-3 0-4  | Šapovalivová (Mlýnková, Hymlárová) — 27 min 23 s Hymlárová (Radová) — 36 min 58 s Mlýnková (Šapovalivová) — 56 min 54 s (CV) Plosová (Tejralová) — 57 min 44 s (CV) | Arbitrage : Shauna Neary et Chelsea Rapin Juges de lignes : Alex Clarke et Leonie Ernst |
| Ahola            | Gardiens         | Peslarová        | | Arbitrage : Shauna Neary et Chelsea Rapin Juges de lignes : Alex Clarke et Leonie Ernst |
| 0 min            | Pénalités        | 0 min            | | Arbitrage : Shauna Neary et Chelsea Rapin Juges de lignes : Alex Clarke et Leonie Ernst |
| 21               | Tirs             | 33               | | Arbitrage : Shauna Neary et Chelsea Rapin Juges de lignes : Alex Clarke et Leonie Ernst |

| 3 avril | États-Unis | 4-0 (0-0, 2-0, 2-0) | Suisse | Adirondack Bank Center 3 920 spectateurs |

| Feuille de match | Feuille de match | Feuille de match | Feuille de match | Feuille de match                                                                            |
| ---------------- | --- | ---------------- | ---------------- | ------------------------------------------------------------------------------------------- |
|                  | Winn (Harmon, Scamurra) — 25 min 23 s Coyne Schofield (Carpenter, Knight) — 36 min Knight (Barnes, Harvey) — 50 min 47 s (SN) Winn (Coyne Schofield, Knight) — 54 min 41 s | 1-0 2-0 3-0 4-0  |                  | Arbitrage : Cianna Lieffers et Amy Martin Juges de lignes : Tiina Saarimäki et Justine Todd |
| Frankel          | Gardiens | Brändli          |                  | Arbitrage : Cianna Lieffers et Amy Martin Juges de lignes : Tiina Saarimäki et Justine Todd |
| 4 min            | Pénalités | 6 min            |                  | Arbitrage : Cianna Lieffers et Amy Martin Juges de lignes : Tiina Saarimäki et Justine Todd |
| 55               | Tirs | 11               |                  | Arbitrage : Cianna Lieffers et Amy Martin Juges de lignes : Tiina Saarimäki et Justine Todd |

| 4 avril | Canada | 4-1 (1-0, 2-1, 1-0) | Finlande | Adirondack Bank Center 1 650 spectateurs |

| Feuille de match | Feuille de match | Feuille de match    | Feuille de match                              | Feuille de match                                                                                         |
| ---------------- | --- | ------------------- | --------------------------------------------- | --- |
|                  | Jenner (Rattray, Shelton) — 9 min 15 s Maltais (Spooner, Shelton) — 21 min 58 s - J. Gosling (O'Neill, Serdachny) — 39 min 28 s Shelton (Bell) — 57 min 40 s (SN) | 1-0 2-0 2-1 3-1 4-1 | - Nieminen (Karvinen, Tapani) — 24 min 49 s - | Arbitrage : Jennifer Berezowski et Anniina Nurmi Juges de lignes : Melanie Gotsdiner et Kristýna Hájková |
| Desbiens         | Gardiens | Ahola               |                                               | Arbitrage : Jennifer Berezowski et Anniina Nurmi Juges de lignes : Melanie Gotsdiner et Kristýna Hájková |
| 12 min           | Pénalités | 8 min               |                                               | Arbitrage : Jennifer Berezowski et Anniina Nurmi Juges de lignes : Melanie Gotsdiner et Kristýna Hájková |
| 36               | Tirs | 33                  |                                               | Arbitrage : Jennifer Berezowski et Anniina Nurmi Juges de lignes : Melanie Gotsdiner et Kristýna Hájková |

| 5 avril | Suisse | 0-3 (0-2, 0-0, 0-1) | Canada | Adirondack Bank Center 2 141 spectateurs |

| Feuille de match | Feuille de match | Feuille de match | Feuille de match                                                                                     | Feuille de match                                                                              |
| ---------------- | ---------------- | ---------------- | --- | --------------------------------------------------------------------------------------------- |
|                  |                  | 0-1 0-2 0-3      | Maltais (Spooner, Fast) — 1 min 10 s Nurse — 36 min 58 s Fillier (Poulin, Jenner) — 59 min 41 s (CV) | Arbitrage : Chelsea Rapin et Amanda Tassoni Juges de lignes : Alex Clarke et Natalia Suchanek |
| Brändli          | Gardiens         | Maschmeyer       | | Arbitrage : Chelsea Rapin et Amanda Tassoni Juges de lignes : Alex Clarke et Natalia Suchanek |
| 2 min            | Pénalités        | 8 min            | | Arbitrage : Chelsea Rapin et Amanda Tassoni Juges de lignes : Alex Clarke et Natalia Suchanek |
| 17               | Tirs             | 45               | | Arbitrage : Chelsea Rapin et Amanda Tassoni Juges de lignes : Alex Clarke et Natalia Suchanek |

| 5 avril | Tchéquie | 0-6 (0-1, 0-2, 0-3) | États-Unis | Adirondack Bank Center 3 880 spectateurs |

| Feuille de match | Feuille de match | Feuille de match        | Feuille de match | Feuille de match                                                                                    |
| ---------------- | ---------------- | ----------------------- | --- | --------------------------------------------------------------------------------------------------- |
|                  |                  | 0-1 0-2 0-3 0-4 0-5 0-6 | Carpenter (Coyne Schoefield) — 6 min 49 s Carpenter (Harvey, Murphy) — 36 min 29 s Edwards (Curl) — 37 min 28 s Edwards (Coyne Schoefield, Harvey) — 43 min 42 s (IN) Heise — 45 min 3 s Carpenter (Harvey, Barnes) — 50 min 24 s (SN) | Arbitrage : Julia Kainberger et Anniina Nurmi Juges de lignes : Laura Gutasukas et Kristýna Hájková |
| Peslarová        | Gardiens         | Hensley                 | | Arbitrage : Julia Kainberger et Anniina Nurmi Juges de lignes : Laura Gutasukas et Kristýna Hájková |
| 8 min            | Pénalités        | 37 min                  | | Arbitrage : Julia Kainberger et Anniina Nurmi Juges de lignes : Laura Gutasukas et Kristýna Hájková |
| 19               | Tirs             | 48                      | | Arbitrage : Julia Kainberger et Anniina Nurmi Juges de lignes : Laura Gutasukas et Kristýna Hájková |

| 6 avril | Finlande | 3-5 (2-2, 1-2, 0-1) | États-Unis | Adirondack Bank Center 3 902 spectateurs |

| Feuille de match | Feuille de match | Feuille de match                | Feuille de match | Feuille de match                                                                                |
| ---------------- | --- | ------------------------------- | --- | ----------------------------------------------------------------------------------------------- |
|                  | Holopainen (Hiirikoski) — 6 min 54 s (SN) - Holopainen (Karvinen, Laitinen) — 19 min 35 s (SN) - Sundelin (Tapani) — 39 min 20 s - | 1-0 1-1 1-2 2-2 2-3 2-4 3-4 3-5 | - Murphy (Bilka, Harvey) — 7 min 58 s Knight (Edwards, Heise) — 18 min 16 s (SN) - Heise (Murphy) — 27 min 42 s Coyne Schofield (Winn) — 31 min 40 s - Coyne Schofield (Carpenter, Knight) — 40 min 15 s | Arbitrage : Shauna Neary et Zuzana Svobodová Juges de lignes : Tiina Saarimäki et Kirsten Welsh |
| Keisala          | Gardiens | Frankel                         | | Arbitrage : Shauna Neary et Zuzana Svobodová Juges de lignes : Tiina Saarimäki et Kirsten Welsh |
| 12 min           | Pénalités | 12 min                          | | Arbitrage : Shauna Neary et Zuzana Svobodová Juges de lignes : Tiina Saarimäki et Kirsten Welsh |
| 12               | Tirs | 45                              | | Arbitrage : Shauna Neary et Zuzana Svobodová Juges de lignes : Tiina Saarimäki et Kirsten Welsh |

| 7 avril | Canada | 5-0 (3-0, 1-0, 1-0) | Tchéquie | Adirondack Bank Center 2 004 spectateurs |

| Feuille de match | Feuille de match | Feuille de match    | Feuille de match | Feuille de match                                                                                |
| ---------------- | --- | ------------------- | ---------------- | ----------------------------------------------------------------------------------------------- |
|                  | Serdachny (O'Neill) — 2 min 7 s O'Neill (Nurse) — 9 min (JS) O'Neill — 17 min 30 s Fast (Rattray, Nurse) — 24 min 31 s Stacey (Larocque, Turnbull) — 45 min 43 s | 1-0 2-0 3-0 4-0 5-0 |                  | Arbitrage : Melissa Doyle et Samantha Hiller Juges de lignes : Sarah Buckner et Alexia Cheyroux |
| Desbiens         | Gardiens | Peslarová           |                  | Arbitrage : Melissa Doyle et Samantha Hiller Juges de lignes : Sarah Buckner et Alexia Cheyroux |
| 4 min            | Pénalités | 8 min               |                  | Arbitrage : Melissa Doyle et Samantha Hiller Juges de lignes : Sarah Buckner et Alexia Cheyroux |
| 42               | Tirs | 13                  |                  | Arbitrage : Melissa Doyle et Samantha Hiller Juges de lignes : Sarah Buckner et Alexia Cheyroux |

| 8 avril | Suisse | 2-5 (1-2, 0-2, 1-1) | Finlande | Adirondack Bank Center 1 319 spectateurs |

| Feuille de match | Feuille de match                                                                           | Feuille de match            | Feuille de match | Feuille de match                                                                                |
| ---------------- | ------------------------------------------------------------------------------------------ | --------------------------- | --- | ----------------------------------------------------------------------------------------------- |
|                  | - Stalder (Baechler, Christen) — 14 min 14 s - Leemann (Zimmermann, Wetli) — 50 min 49 s - | 0-1 1-1 1-2 1-3 1-4 2-4 2-5 | Nieminen — 42 s - Savolainen (Hiirikoski) — 19 min 52 s (SN) Vanhanen (Laitinen, Hiirikoski) — 24 min 51 s Tapani (Hiirikoski) — 33 min 58 s - Hiirikoski — 58 min 31 s (CV) | Arbitrage : Julia Kainberger et Amy Martin Juges de lignes : Sarah Buckner et Melanie Gotsdiner |
| Brändli          | Gardiens                                                                                   | Ahola                       | | Arbitrage : Julia Kainberger et Amy Martin Juges de lignes : Sarah Buckner et Melanie Gotsdiner |
| 6 min            | Pénalités                                                                                  | 0 min                       | | Arbitrage : Julia Kainberger et Amy Martin Juges de lignes : Sarah Buckner et Melanie Gotsdiner |
| 15               | Tirs                                                                                       | 33                          | | Arbitrage : Julia Kainberger et Amy Martin Juges de lignes : Sarah Buckner et Melanie Gotsdiner |

| 8 avril | États-Unis | 1-0 (pr) (0-0, 0-0, 0-0, 1-0) | Canada | Adirondack Bank Center 4 017 spectateurs |

| Feuille de match | Feuille de match             | Feuille de match | Feuille de match | Feuille de match                                                                          |
| ---------------- | ---------------------------- | ---------------- | ---------------- | ----------------------------------------------------------------------------------------- |
|                  | Simms (Harvey) — 63 min 38 s | 1-0              |                  | Arbitrage : Shauna Neary et Amanda Tassoni Juges de lignes : Alex Clarke et Kirsten Welsh |
| Frankel          | Gardiens                     | Desbiens         |                  | Arbitrage : Shauna Neary et Amanda Tassoni Juges de lignes : Alex Clarke et Kirsten Welsh |
| 8 min            | Pénalités                    | 6 min            |                  | Arbitrage : Shauna Neary et Amanda Tassoni Juges de lignes : Alex Clarke et Kirsten Welsh |
| 30               | Tirs                         | 26               |                  | Arbitrage : Shauna Neary et Amanda Tassoni Juges de lignes : Alex Clarke et Kirsten Welsh |

| 9 avril | Tchéquie | 6-1 (1-1, 2-0, 3-0) | Suisse | Adirondack Bank Center 1 388 spectateurs |

| Feuille de match | Feuille de match | Feuille de match            | Feuille de match                                  | Feuille de match                                                                                    |
| ---------------- | --- | --------------------------- | ------------------------------------------------- | --------------------------------------------------------------------------------------------------- |
|                  | Tejralová (Vanišová) — 37 s - Vanišová (Křížová, Pejzlová) — 34 min 3 s Mlýnková (Šapovalivová) — 35 min 9 s Pejšová (Čajanová, Mlýnková) — 49 min 46 s (SN) Mlýnková (Hymlárová) — 55 min 5 s Mlýnková (Přibylová, Pejšová) — 59 min 56 s (IN) | 1-0 1-1 2-1 3-1 4-1 5-1 6-1 | - Stalder (Müller, Enzler) — 16 min 31 s (2 SN) - | Arbitrage : Cianna Lieffers et Chelsea Rapin Juges de lignes : Melanie Gotsdiner et Kamila Smetková |
| Peslarová        | Gardiens | Maurer                      |                                                   | Arbitrage : Cianna Lieffers et Chelsea Rapin Juges de lignes : Melanie Gotsdiner et Kamila Smetková |
| 8 min            | Pénalités | 6 min                       |                                                   | Arbitrage : Cianna Lieffers et Chelsea Rapin Juges de lignes : Melanie Gotsdiner et Kamila Smetková |
| 36               | Tirs | 19                          |                                                   | Arbitrage : Cianna Lieffers et Chelsea Rapin Juges de lignes : Melanie Gotsdiner et Kamila Smetková |

#### Groupe B

##### Classement
| Clt   | Équipe    | PJ | V | VP | D | DP | BP | BC | Diff | Pts |
| ----- | --------- | -- | - | -- | - | -- | -- | -- | ---- | --- |
| +001, | Allemagne | 4  | 4 | 0  | 0 | 0  | 13 | 2  | +11  | 12  |
| +002, | Suède     | 4  | 3 | 0  | 1 | 0  | 17 | 5  | +12  | 9   |
| +003, | Japon     | 4  | 1 | 0  | 2 | 1  | 8  | 13 | -5   | 4   |
| +004, | Chine     | 4  | 0 | 1  | 2 | 1  | 5  | 15 | -10  | 3   |
| +005, | Danemark  | 4  | 0 | 1  | 3 | 0  | 4  | 12 | -8   | 2   |

- en gras, qualifié pour les quarts de finale
- en italique, relégué en division IA

##### Matches
| 3 avril | Danemark | 1-3 (0-0, 0-2, 1-1) | Suède | Adirondack Bank Center 3 721 spectateurs |

| Feuille de match | Feuille de match               | Feuille de match | Feuille de match | Feuille de match                                                                                  |
| ---------------- | ------------------------------ | ---------------- | --- | ------------------------------------------------------------------------------------------------- |
|                  | - Jensen (Ranum) — 51 min 26 s | 0-1 0-2 0-3 1-3  | Wikner Zienkiewicz (Nylén Persson) — 32 min 19 s Ljungblom (Svensson, Lundin) — 38 min 54 s (SN) Bouveng (Forsgren, Hjalmarsson) — 44 min 11 s - | Arbitrage : Julia Kainberger et Amanda Tassoni Juges de lignes : Laura Gutasukas et Kirsten Welsh |
| Nordstrøm        | Gardiens                       | Söderberg        | | Arbitrage : Julia Kainberger et Amanda Tassoni Juges de lignes : Laura Gutasukas et Kirsten Welsh |
| 8 min            | Pénalités                      | 2 min            | | Arbitrage : Julia Kainberger et Amanda Tassoni Juges de lignes : Laura Gutasukas et Kirsten Welsh |
| 5                | Tirs                           | 39               | | Arbitrage : Julia Kainberger et Amanda Tassoni Juges de lignes : Laura Gutasukas et Kirsten Welsh |

| 4 avril | Chine | 3-2 (TB) (0-1, 1-0, 1-1, 0-0, 1-0) | Japon | Adirondack Bank Center 2 308 spectateurs |

| Feuille de match | Feuille de match                                                               | Feuille de match    | Feuille de match                                                                   | Feuille de match                                                                                 |
| ---------------- | ------------------------------------------------------------------------------ | ------------------- | ---------------------------------------------------------------------------------- | ------------------------------------------------------------------------------------------------ |
|                  | - Yang — 37 min 45 s - Guan (Zhu, Zhang) — 47 min 37 s (SN) Guan — 65 min (TB) | 0-1 1-1 1-2 2-2 3-2 | Ak. Shiga (H. Yamashita) — 4 min 12 s - Ito (Aoi Shiga, Ak. Shiga) — 43 min 37 s - | Arbitrage : Vanessa Anselm et Melissa Doyle Juges de lignes : Alexia Cheyroux et Kamila Smetková |
| Jiahui           | Gardiens                                                                       | Masuhara            |                                                                                    | Arbitrage : Vanessa Anselm et Melissa Doyle Juges de lignes : Alexia Cheyroux et Kamila Smetková |
| 4 min            | Pénalités                                                                      | 6 min               |                                                                                    | Arbitrage : Vanessa Anselm et Melissa Doyle Juges de lignes : Alexia Cheyroux et Kamila Smetková |
| 17               | Tirs                                                                           | 52                  |                                                                                    | Arbitrage : Vanessa Anselm et Melissa Doyle Juges de lignes : Alexia Cheyroux et Kamila Smetková |

| 4 avril | Danemark | 1-5 (0-1, 0-1, 1-3) | Allemagne | Adirondack Bank Center 1 385 spectateurs |

| Feuille de match | Feuille de match                                      | Feuille de match        | Feuille de match | Feuille de match                                                                                    |
| ---------------- | ----------------------------------------------------- | ----------------------- | --- | --------------------------------------------------------------------------------------------------- |
|                  | - Jensen (Friis-Hansen, Asperup) — 56 min 15 s (SN) - | 0-1 0-2 0-3 0-4 1-4 1-5 | Li. Welcke (Lu. Welcke) — 19 min 46 s (IN) Kluge (Gleißner, Hark) — 39 min 10 s (SN) Hark (Nix, Kluge) — 44 min 49 s Schiefer (Haider) — 52 min 43 s - Nix — 57 min 14 s (CV) | Arbitrage : Samantha Hiller et Zuzana Svobodová Juges de lignes : Sarah Buckner et Natalia Suchanek |
| Nordstrøm        | Gardiens                                              | Abstreiter              | | Arbitrage : Samantha Hiller et Zuzana Svobodová Juges de lignes : Sarah Buckner et Natalia Suchanek |
| 12 min           | Pénalités                                             | 8 min                   | | Arbitrage : Samantha Hiller et Zuzana Svobodová Juges de lignes : Sarah Buckner et Natalia Suchanek |
| 12               | Tirs                                                  | 44                      | | Arbitrage : Samantha Hiller et Zuzana Svobodová Juges de lignes : Sarah Buckner et Natalia Suchanek |

| 5 avril | Suède | 8-1 (4-0, 4-1, 0-0) | Chine | Adirondack Bank Center 2 041 spectateurs |

| Feuille de match | Feuille de match | Feuille de match                    | Feuille de match            | Feuille de match                                                                       |
| ---------------- | --- | ----------------------------------- | --------------------------- | -------------------------------------------------------------------------------------- |
|                  | Svensson — 6 min 38 s (SN) Svensson (Nylén Persson) — 8 min 57 s Ljungblom (Andersson, Bergström) — 12 min 33 s Wikner Zienkiewicz (Bergström, Hallin) — 17 min 46 s Lundin (Karlsson) — 20 min 49 s Bouveng (Lundin) — 21 min 6 s Olsson (Bergström, Svensson) — 22 min 45 s - Hjalmarsson (Ljungblom) — 26 min 25 s | 1-0 2-0 3-0 4-0 5-0 6-0 7-0 7-1 8-1 | - Kong (Du) — 23 min 46 s - | Arbitrage : Melissa Doyle et Amy Martin Juges de lignes : Leonie Ernst et Justine Todd |
| Boman            | Gardiens | Zhan (20 min) Wang (40 min)         |                             | Arbitrage : Melissa Doyle et Amy Martin Juges de lignes : Leonie Ernst et Justine Todd |
| 4 min            | Pénalités | 2 min                               |                             | Arbitrage : Melissa Doyle et Amy Martin Juges de lignes : Leonie Ernst et Justine Todd |
| 56               | Tirs | 6                                   |                             | Arbitrage : Melissa Doyle et Amy Martin Juges de lignes : Leonie Ernst et Justine Todd |

| 6 avril | Japon | 1-4 (0-0, 0-2, 1-2) | Allemagne | Adirondack Bank Center 1 831 spectateurs |

| Feuille de match | Feuille de match                                  | Feuille de match    | Feuille de match | Feuille de match                                                                                          |
| ---------------- | ------------------------------------------------- | ------------------- | --- | --- |
|                  | - Ak. Shiga (Hitosato, Sato) — 58 min 37 s (JS) - | 0-1 0-2 0-3 1-3 1-4 | Schiefer (Feldmeier, Strobel) — 35 min 45 s Karpf (Strobel, Li. Welcke) — 38 min 23 s (SN) Lu. Welcke (Voigt, Li. Welcke) — 58 min 14 s (CV) - Eisenschmid — 59 min 6 s (CV) | Arbitrage : Jennifer Berezowski et Cianna Lieffers Juges de lignes : Melanie Gotsdiner et Kamila Smetková |
| Kawaguchi        | Gardiens                                          | Abstreiter          | | Arbitrage : Jennifer Berezowski et Cianna Lieffers Juges de lignes : Melanie Gotsdiner et Kamila Smetková |
| 6 min            | Pénalités                                         | 8 min               | | Arbitrage : Jennifer Berezowski et Cianna Lieffers Juges de lignes : Melanie Gotsdiner et Kamila Smetková |
| 30               | Tirs                                              | 29                  | | Arbitrage : Jennifer Berezowski et Cianna Lieffers Juges de lignes : Melanie Gotsdiner et Kamila Smetková |

| 7 avril | Suède | 6-2 (2-0, 1-2, 3-0) | Japon | Adirondack Bank Center 2 194 spectateurs |

| Feuille de match | Feuille de match | Feuille de match                | Feuille de match                                                             | Feuille de match                                                                                       |
| ---------------- | --- | ------------------------------- | ---------------------------------------------------------------------------- | --- |
|                  | Hedqvist (Karlsson, Hjalmarsson) — 6 min 45 s (SN) Bouveng — 8 min 34 s - Svnesson (Nylén Persson, Olsson) — 38 min 36 s (SN) Johansson (Hallin) — 44 min 58 s Hjalmarsson (Lundin, Bouveng) — 50 min 52 s Bouveng — 56 min 41 s (CV) | 1-0 2-0 2-1 2-2 3-2 4-2 5-2 6-2 | - Toko (Koike) — 27 min 23 s Ito (Ak. Shiga, Aoi Shiga) — 38 min 12 s (SN) - | Arbitrage : Vanessa Anselm et Jennifer Berezowski Juges de lignes : Laura Gutasukas et Kamila Smetková |
| Söderberg        | Gardiens | Kawaguchi                       |                                                                              | Arbitrage : Vanessa Anselm et Jennifer Berezowski Juges de lignes : Laura Gutasukas et Kamila Smetková |
| 8 min            | Pénalités | 8 min                           |                                                                              | Arbitrage : Vanessa Anselm et Jennifer Berezowski Juges de lignes : Laura Gutasukas et Kamila Smetková |
| 43               | Tirs | 22                              |                                                                              | Arbitrage : Vanessa Anselm et Jennifer Berezowski Juges de lignes : Laura Gutasukas et Kamila Smetková |

| 7 avril | Chine | 1-2 (TB) (0-0, 0-1, 1-0, 0-0, 0-1) | Danemark | Adirondack Bank Center 1 548 spectateurs |

| Feuille de match | Feuille de match                 | Feuille de match | Feuille de match                                                 | Feuille de match                                                                                 |
| ---------------- | -------------------------------- | ---------------- | ---------------------------------------------------------------- | ------------------------------------------------------------------------------------------------ |
|                  | - Kong (Fang, Yu) — 58 min 9 s - | 0-1 1-1 1-2      | Refsgaard (Kielstrup, Jensen) — 38 min 28 s - Foss — 65 min (TB) | Arbitrage : Chelsea Rapin et Zuzana Svobodová Juges de lignes : Leonie Ernst et Kristýna Hájková |
| Jiahui           | Gardiens                         | Nordstrøm        |                                                                  | Arbitrage : Chelsea Rapin et Zuzana Svobodová Juges de lignes : Leonie Ernst et Kristýna Hájková |
| 2 min            | Pénalités                        | 4 min            |                                                                  | Arbitrage : Chelsea Rapin et Zuzana Svobodová Juges de lignes : Leonie Ernst et Kristýna Hájková |
| 24               | Tirs                             | 35               |                                                                  | Arbitrage : Chelsea Rapin et Zuzana Svobodová Juges de lignes : Leonie Ernst et Kristýna Hájková |

| 8 avril | Allemagne | 1-0 (0-0, 0-0, 1-0) | Suède | Adirondack Bank Center 1 808 spectateurs |

| Feuille de match | Feuille de match | Feuille de match | Feuille de match                          | Feuille de match                                                                                  |
| ---------------- | ---------------- | ---------------- | ----------------------------------------- | ------------------------------------------------------------------------------------------------- |
|                  |                  | 1-0              | Feldmeier (Botthof, Haider) — 48 min 35 s | Arbitrage : Vanessa Anselm et Anniina Nurmi Juges de lignes : Alexia Cheyroux et Natalia Suchanek |
| Abstreiter       | Gardiens         | Söderberg        |                                           | Arbitrage : Vanessa Anselm et Anniina Nurmi Juges de lignes : Alexia Cheyroux et Natalia Suchanek |
| 8 min            | Pénalités        | 8 min            |                                           | Arbitrage : Vanessa Anselm et Anniina Nurmi Juges de lignes : Alexia Cheyroux et Natalia Suchanek |
| 24               | Tirs             | 32               |                                           | Arbitrage : Vanessa Anselm et Anniina Nurmi Juges de lignes : Alexia Cheyroux et Natalia Suchanek |

| 9 avril | Allemagne | 3-0 (2-0, 0-0, 1-0) | Chine | Adirondack Bank Center 2 638 spectateurs |

| Feuille de match | Feuille de match                                                                             | Feuille de match | Feuille de match | Feuille de match                                                                                 |
| ---------------- | -------------------------------------------------------------------------------------------- | ---------------- | ---------------- | ------------------------------------------------------------------------------------------------ |
|                  | Kluge (Gleißner) — 28 s Nix (Eisenschmid, Kluge) — 15 min 57 s (SN) Karpf — 57 min 22 s (CV) | 1-0 2-0 3-0      |                  | Arbitrage : Melissa Doyle et Zuzana Svobodová Juges de lignes : Natalia Suchanek et Justine Todd |
| Hemmerle         | Gardiens                                                                                     | Jiahui           |                  | Arbitrage : Melissa Doyle et Zuzana Svobodová Juges de lignes : Natalia Suchanek et Justine Todd |
| 8 min            | Pénalités                                                                                    | 4 min            |                  | Arbitrage : Melissa Doyle et Zuzana Svobodová Juges de lignes : Natalia Suchanek et Justine Todd |
| 44               | Tirs                                                                                         | 9                |                  | Arbitrage : Melissa Doyle et Zuzana Svobodová Juges de lignes : Natalia Suchanek et Justine Todd |

| 9 avril | Japon | 3-0 (1-0, 1-0, 1-0) | Danemark | Adirondack Bank Center 1 619 spectateurs |

| Feuille de match | Feuille de match                                                                                  | Feuille de match | Feuille de match | Feuille de match                                                                                |
| ---------------- | ------------------------------------------------------------------------------------------------- | ---------------- | ---------------- | ----------------------------------------------------------------------------------------------- |
|                  | Koyama (Toko, Hitosato) — 4 min 47 s (SN) Taka (Ak. Shiga) — 30 min 17 s Ukita — 53 min 37 s (CV) | 1-0 2-0 3-0      |                  | Arbitrage : Vanessa Anselm et Samantha Hiller Juges de lignes : Leonie Ernst et Tiina Saarimäki |
| Kawaguchi        | Gardiens                                                                                          | Nordström        |                  | Arbitrage : Vanessa Anselm et Samantha Hiller Juges de lignes : Leonie Ernst et Tiina Saarimäki |
| 0 min            | Pénalités                                                                                         | 6 min            |                  | Arbitrage : Vanessa Anselm et Samantha Hiller Juges de lignes : Leonie Ernst et Tiina Saarimäki |
| 31               | Tirs                                                                                              | 8                |                  | Arbitrage : Vanessa Anselm et Samantha Hiller Juges de lignes : Leonie Ernst et Tiina Saarimäki |

### Phase finale

#### Tableau
Légende
- Pr : prolongations
- F : fusillade

|  | Quarts de finale | Quarts de finale |                |              | Demi-finales           | Demi-finales           |   |  | Finale   | Finale   |
|  | Quarts de finale | Quarts de finale |                |              | Demi-finales           | Demi-finales           |   |  | Finale   | Finale   |
|  |                  |                  |                |              |                        |                        |   |  |          |          |
|  | 11 avril         | 11 avril         |                |              | 13 avril               | 13 avril               |   |  | 14 avril | 14 avril |
|  | 11 avril         | 11 avril         |                |              | 13 avril               | 13 avril               |   |  | 14 avril | 14 avril |
|  | États-Unis (A1)  | 10               |                |              | 13 avril               | 13 avril               |   |  | 14 avril | 14 avril |
|  | États-Unis (A1)  | 10               |                |              | 13 avril               | 13 avril               |   |  | 14 avril | 14 avril |
|  | Japon (B3)       | 0                |                |              | 13 avril               | 13 avril               |   |  | 14 avril | 14 avril |
|  | Japon (B3)       | 0                | États-Unis (1) | 5            |                        |                        |   |  | 14 avril | 14 avril |
|  | 11 avril         |                  | États-Unis (1) | 5            |                        |                        |   |  | 14 avril | 14 avril |
|  |                  | Finlande (4)     | 0              |              |                        |                        |   |  | 14 avril | 14 avril |
|  | Finlande (A4)    | Finlande (4)     | 0              | 3            |                        |                        |   |  | 14 avril | 14 avril |
|  | Finlande (A4)    |                  |                | 3            |                        |                        |   |  | 14 avril | 14 avril |
|  | Suisse (A5)      | 1                |                |              |                        |                        |   |  | 14 avril | 14 avril |
|  | Suisse (A5)      | 1                | États-Unis     | 5            |                        |                        |   |  |          |          |
|  | 11 avril         |                  | États-Unis     | 5            |                        |                        |   |  |          |          |
|  |                  | Canada           | 6 Pr           |              |                        |                        |   |  |          |          |
|  | Canada (A2)      | Canada           | 6 Pr           | 5            |                        |                        |   |  |          |          |
|  | Canada (A2)      | 13 avril         |                | 5            |                        |                        |   |  |          |          |
|  | Suède (B2)       | 1                |                |              |                        |                        |   |  |          |          |
|  | Suède (B2)       | 1                | Canada (2)     | 4            |                        |                        |   |  |          |          |
|  | 11 avril         | 11 avril         | Canada (2)     | 4            | Match pour la 3e place | Match pour la 3e place |   |  |          |          |
|  | 11 avril         | 11 avril         |                | Tchéquie (3) | Match pour la 3e place | Match pour la 3e place | 0 |  |          |          |
|  | Tchéquie (A3)    | 1                | 14 avril       | 14 avril     |                        |                        | 0 |  |          |          |
|  | Tchéquie (A3)    | 1                | 14 avril       | 14 avril     |                        |                        |   |  |          |          |
|  | Allemagne (B1)   | 0                |                | Tchéquie     | 2                      |                        |   |  |          |          |
|  | Allemagne (B1)   | 0                |                | Tchéquie     | 2                      |                        |   |  |          |          |
|  |                  |                  |                |              |                        |                        |   |  | Finlande | 3 F      |
|  |                  |                  |                |              |                        |                        |   |  | Finlande | 3 F      |

#### Quarts de finale
| 11 avril | Finlande | 3-1 (1-1, 1-0, 1-0) | Suisse | Adirondack Bank Center 1 399 spectateurs |

| Feuille de match | Feuille de match | Feuille de match | Feuille de match                      | Feuille de match                                                                              |
| ---------------- | --- | ---------------- | ------------------------------------- | --------------------------------------------------------------------------------------------- |
|                  | - Nieminen (Laitinen, Hiirikoski) — 10 min 59 s Tapani (Nieminen, Savolainen) — 36 min 34 s Laitinen (Karvinen, Tapani) — 42 min 42 s | 0–1 1–1 2–1 3–1  | Wey (Müller, Christen) — 1 min 22 s - | Arbitrage : Melissa Doyle et Amanda Tassoni Juges de lignes : Laura Gutasukas et Justine Todd |
| Ahola            | Gardiens | Brändli          |                                       | Arbitrage : Melissa Doyle et Amanda Tassoni Juges de lignes : Laura Gutasukas et Justine Todd |
| 14 min           | Pénalités | 8 min            |                                       | Arbitrage : Melissa Doyle et Amanda Tassoni Juges de lignes : Laura Gutasukas et Justine Todd |
| 37               | Tirs | 17               |                                       | Arbitrage : Melissa Doyle et Amanda Tassoni Juges de lignes : Laura Gutasukas et Justine Todd |

| 11 avril | Tchéquie | 1-0 (0-0, 0-0, 1-0) | Allemagne | Adirondack Bank Center 1 388 spectateurs |

| Feuille de match | Feuille de match                            | Feuille de match | Feuille de match | Feuille de match                                                                                |
| ---------------- | ------------------------------------------- | ---------------- | ---------------- | ----------------------------------------------------------------------------------------------- |
|                  | Pejšová (Tejralová, Pejzlová) — 52 min 54 s | 1-0              |                  | Arbitrage : Cianna Lieffers et Anniina Nurmi Juges de lignes : Alexia Cheyroux et Kirsten Welsh |
| Peslarová        | Gardiens                                    | Abstreiter       |                  | Arbitrage : Cianna Lieffers et Anniina Nurmi Juges de lignes : Alexia Cheyroux et Kirsten Welsh |
| 27 min           | Pénalités                                   | 2 min            |                  | Arbitrage : Cianna Lieffers et Anniina Nurmi Juges de lignes : Alexia Cheyroux et Kirsten Welsh |
| 24               | Tirs                                        | 17               |                  | Arbitrage : Cianna Lieffers et Anniina Nurmi Juges de lignes : Alexia Cheyroux et Kirsten Welsh |

| 11 avril | Canada | 5-1 (2-1, 1-0, 2-0) | Suède | Adirondack Bank Center 1 512 spectateurs |

| Feuille de match | Feuille de match | Feuille de match        | Feuille de match                                 | Feuille de match                                                                              |
| ---------------- | --- | ----------------------- | ------------------------------------------------ | --------------------------------------------------------------------------------------------- |
|                  | Fast (Serdachny, Larocque) — 2 min 25 s Stacey (Turnbull) — 5 min 29 s - Fast (Larocque, O'Neill) — 28 min 11 s Spooner (Maltais) — 53 min 56 s Bourbonnais (Poulin, Shelton) — 54 min 42 s | 1–0 2–0 2–1 3–1 4–1 5–1 | - Svensson (Lundin, Olsson) — 11 min 26 s (SN) - | Arbitrage : Julia Kainberger et Amy Martin Juges de lignes : Sarah Buckner et Tiina Saarimäki |
| Maschmeyer       | Gardiens | Söderberg               |                                                  | Arbitrage : Julia Kainberger et Amy Martin Juges de lignes : Sarah Buckner et Tiina Saarimäki |
| 10 min           | Pénalités | 8 min                   |                                                  | Arbitrage : Julia Kainberger et Amy Martin Juges de lignes : Sarah Buckner et Tiina Saarimäki |
| 44               | Tirs | 18                      |                                                  | Arbitrage : Julia Kainberger et Amy Martin Juges de lignes : Sarah Buckner et Tiina Saarimäki |

| 11 avril | États-Unis | 10-0 (3-0, 6-0, 1-0) | Japon | Adirondack Bank Center 3 504 spectateurs |

| Feuille de match | Feuille de match | Feuille de match                               | Feuille de match | Feuille de match                                                                              |
| ---------------- | --- | ---------------------------------------------- | ---------------- | --------------------------------------------------------------------------------------------- |
|                  | Eden — 3 min 59 s Knight (Carpenter, Harvey) — 8 min 35 s Carpenter (Coyne Schofield, Knight) — 11 min 51 s Simms (Heise, Scamurra) — 21 min 5 s Murphy (Keller, Bilka) — 22 min 31 s Dunne (Eden, Guilday) — 28 min 19 s Murphy (Janecke, Harmon) — 32 min 54 s Janecke (Murphy, Keller) — 36 min 10 s Harvey (Carpenter, Knight) — 36 min 44 s Carpenter (Knight, Coyne Schofield) — 45 min 25 s | 1–0 2–0 3–0 4–0 5–0 6–0 7–0 8–0 9–0 10–0       |                  | Arbitrage : Samantha Hiller et Shauna Neary Juges de lignes : Alex Clarke et Kristýna Hájková |
| Frankel          | Gardiens | Kawaguchi (28 min 19 s) Masuhara (31 min 41 s) |                  | Arbitrage : Samantha Hiller et Shauna Neary Juges de lignes : Alex Clarke et Kristýna Hájková |
| 2 min            | Pénalités | 0 min                                          |                  | Arbitrage : Samantha Hiller et Shauna Neary Juges de lignes : Alex Clarke et Kristýna Hájková |
| 48               | Tirs | 14                                             |                  | Arbitrage : Samantha Hiller et Shauna Neary Juges de lignes : Alex Clarke et Kristýna Hájková |

#### Demi-finales
| 13 avril | États-Unis | 5-0 (1-0, 1-0, 3-0) | Finlande | Adirondack Bank Center 3 989 spectateurs |

| Feuille de match | Feuille de match | Feuille de match    | Feuille de match | Feuille de match                                                                                   |
| ---------------- | --- | ------------------- | ---------------- | -------------------------------------------------------------------------------------------------- |
|                  | Bilka (Murphy, Janecke) — 12 min 1 s Edwards (Janecke) — 33 min 14 s (SN) Edwards (Heise, Simms) — 42 min 34 s Edwards (Heise, Simms) — 46 min 24 s Harmon (Curl, Dunne) — 56 min 10 s | 1-0 2-0 3-0 4-0 5-0 |                  | Arbitrage : Julia Kainberger et Cianna Lieffers Juges de lignes : Kristyna Hajkova et Justine Todd |
| Frankel          | Gardiens | Ahola               |                  | Arbitrage : Julia Kainberger et Cianna Lieffers Juges de lignes : Kristyna Hajkova et Justine Todd |
| 4 min            | Pénalités | 6 min               |                  | Arbitrage : Julia Kainberger et Cianna Lieffers Juges de lignes : Kristyna Hajkova et Justine Todd |
| 55               | Tirs | 15                  |                  | Arbitrage : Julia Kainberger et Cianna Lieffers Juges de lignes : Kristyna Hajkova et Justine Todd |

| 13 avril | Canada | 4-0 (2-0, 1-0, 1-0) | Tchéquie | Adirondack Bank Center 2 121 spectateurs |

| Feuille de match | Feuille de match | Feuille de match | Feuille de match | Feuille de match                                                                               |
| ---------------- | --- | ---------------- | ---------------- | ---------------------------------------------------------------------------------------------- |
|                  | Turnbull (Stacey, Larocque) — 4 min 32 s Larocque (Stacey, Clark) — 18 min 15 s Clark (Spooner) — 21 min 39 s Filllier (Fast) — 44 min 40 s | 1-0 2-0 3-0 4-0  |                  | Arbitrage : Anniina Nurmi et Amanda Tassoni Juges de lignes : Sarah Buckner et Tiina Saarimäki |
| Desbiens         | Gardiens | Peslarová        |                  | Arbitrage : Anniina Nurmi et Amanda Tassoni Juges de lignes : Sarah Buckner et Tiina Saarimäki |
| 6 min            | Pénalités | 8 min            |                  | Arbitrage : Anniina Nurmi et Amanda Tassoni Juges de lignes : Sarah Buckner et Tiina Saarimäki |
| 49               | Tirs | 7                |                  | Arbitrage : Anniina Nurmi et Amanda Tassoni Juges de lignes : Sarah Buckner et Tiina Saarimäki |

#### Match pour la cinquième place
| 13 avril | Suisse | 3-2 (pr) (1-0, 1-2, 0-0, 1-0) | Allemagne | Adirondack Bank Center 1 423 spectateurs |

| Feuille de match | Feuille de match                                                                              | Feuille de match    | Feuille de match                                                                              | Feuille de match                                                                               |
| ---------------- | --------------------------------------------------------------------------------------------- | ------------------- | --------------------------------------------------------------------------------------------- | ---------------------------------------------------------------------------------------------- |
|                  | Müller (Christen) — 17 min 58 s - Stalder (Wey) — 32 min 27 s - Müller (Leemann) — 64 min 7 s | 1-0 1-1 2-1 2-2 3-2 | - Lu. Welcke (Li. Welcke, Feldmeier) — 30 min 20 s - Nix (Kluge, Eisenschmid) — 38 min 18 s - | Arbitrage : Samantha Hiller et Shauna Neary Juges de lignes : Laura Gutasukas et Kirsten Welsh |
| Brändli          | Gardiens                                                                                      | Abstreiter          |                                                                                               | Arbitrage : Samantha Hiller et Shauna Neary Juges de lignes : Laura Gutasukas et Kirsten Welsh |
| 6 min            | Pénalités                                                                                     | 4 min               |                                                                                               | Arbitrage : Samantha Hiller et Shauna Neary Juges de lignes : Laura Gutasukas et Kirsten Welsh |
| 23               | Tirs                                                                                          | 23                  |                                                                                               | Arbitrage : Samantha Hiller et Shauna Neary Juges de lignes : Laura Gutasukas et Kirsten Welsh |

#### Match pour la troisième place
| 14 avril | Tchéquie | 2-3 (TB) (0-0, 1-2, 1-0, 0-0, 0-1) | Finlande | Adirondack Bank Center 2 014 spectateurs |

| Feuille de match | Feuille de match                                                                          | Feuille de match    | Feuille de match                                                                                         | Feuille de match                                                                                 |
| ---------------- | ----------------------------------------------------------------------------------------- | ------------------- | --- | ------------------------------------------------------------------------------------------------ |
|                  | - Pejzlová (Vanišová) — 25 min 50 s (SN) - Křížová (Plosová, Radová) — 44 min 11 s (SN) - | 0-1 1-1 1-2 2-2 2-3 | Karvinen (Tapani, Nieminen) — 20 min 20 s - Vainikka (Holopainen) — 36 min 30 s - Nieminen — 70 min (TB) | Arbitrage : Samantha Hiller et Shauna Neary Juges de lignes : Laura Gutasukas et Tiina Saarimäki |
| Peslarová        | Gardiens                                                                                  | Ahola               | | Arbitrage : Samantha Hiller et Shauna Neary Juges de lignes : Laura Gutasukas et Tiina Saarimäki |
| 6 min            | Pénalités                                                                                 | 6 min               | | Arbitrage : Samantha Hiller et Shauna Neary Juges de lignes : Laura Gutasukas et Tiina Saarimäki |
| 31               | Tirs                                                                                      | 49                  | | Arbitrage : Samantha Hiller et Shauna Neary Juges de lignes : Laura Gutasukas et Tiina Saarimäki |

#### Finale
| 14 avril | États-Unis | 5-6 (pr) (1-1, 2-2, 2-2, 0-1) | Canada | Adirondack Bank Center 4 142 spectateurs |

| Feuille de match | Feuille de match | Feuille de match                            | Feuille de match | Feuille de match                                                                                |
| ---------------- | --- | ------------------------------------------- | --- | ----------------------------------------------------------------------------------------------- |
|                  | - Edwards (Heise) — 8 min 12 s - Keller (Bilka, Murphy) — 30 min 10 s Carpenter (Coyne Shoefield, Curl) — 36 min 32 s - Knight (Harvey, Edwards) — 48 min 56 s (SN) - Harvey (Eden, Scamurra) — 54 min 58 s - | 0-1 1-1 1-2 2-2 3-2 3-3 4-3 4-4 4-5 5-5 5-6 | Ambrose — 6 min 32 s - J. Gosling (Bourbonnais) — 23 min 8 s - Poulin — 38 min 58 s - Clark (Turnbull, Stacey) — 50 min 46 s Poulin (Fast) — 52 min 19 s - Serdachny (Ambrose, Desbiens) — 65 min 16 s (SN) | Arbitrage : Cianna Lieffers et Amanda Tassoni Juges de lignes : Alex Clarke et Kristýna Hájková |
| Frankel          | Gardiens | Desbiens                                    | | Arbitrage : Cianna Lieffers et Amanda Tassoni Juges de lignes : Alex Clarke et Kristýna Hájková |
| 4 min            | Pénalités | 6 min                                       | | Arbitrage : Cianna Lieffers et Amanda Tassoni Juges de lignes : Alex Clarke et Kristýna Hájková |
| 24               | Tirs | 30                                          | | Arbitrage : Cianna Lieffers et Amanda Tassoni Juges de lignes : Alex Clarke et Kristýna Hájková |

### Classement final
| Place              | Équipe     |
| ------------------ | ---------- |
| Médaille d'or      | Canada     |
| Médaille d'argent  | États-Unis |
| Médaille de bronze | Finlande   |
| 4                  | Tchéquie   |
| 5                  | Suisse     |
| 6                  | Allemagne  |
| 7                  | Suède      |
| 8                  | Japon      |
| 9                  | Chine      |
| 10                 | Danemark   |

- En italique, relégué en division IA

### Récompenses individuelles
| Poste       | Joueuse             |
| ----------- | ------------------- |
| Gardienne   | Sanni Ahola         |
| Défenseuses | Renata Fast         |
| Défenseuses | Caroline Harvey     |
| Attaquantes | Laila Edwards       |
| Attaquantes | Natálie Mlýnková    |
| Attaquantes | Alexandra Carpenter |
| MVP         | Laila Edwards       |

| Poste      | Joueuse             |
| ---------- | ------------------- |
| Gardienne  | Sandra Abstreiter   |
| Défenseuse | Renata Fast         |
| Attaquante | Alexandra Carpenter |

### Statistiques individuelles
Pour les significations des abréviations, voir statistiques du hockey sur glace.
| Clt | Joueuse                 | Équipe     | PJ | B | A | Pts | Pun | +/- |
| --- | ----------------------- | ---------- | -- | - | - | --- | --- | --- |
| 1   | Alexandra Carpenter     | États-Unis | 7  | 6 | 4 | 10  | 2   | +10 |
| 2   | Hilary Knight           | États-Unis | 7  | 4 | 6 | 10  | 0   | +9  |
| 3   | Caroline Harvey         | États-Unis | 7  | 2 | 8 | 10  | 2   | +12 |
| 4   | Kendall Coyne Schofield | États-Unis | 7  | 3 | 6 | 9   | 0   | +9  |
| 5   | Laila Edwards           | États-Unis | 7  | 6 | 2 | 8   | 0   | +5  |
| 6   | Abbey Murphy            | États-Unis | 7  | 3 | 5 | 8   | 4   | +6  |
| 7   | Taylor Heise            | États-Unis | 7  | 2 | 5 | 7   | 2   | +7  |
| 7   | Hilda Svensson          | Suède      | 5  | 4 | 2 | 6   | 0   | +2  |
| 9   | Natálie Mlýnková        | Tchéquie   | 7  | 4 | 2 | 6   | 2   | +1  |
| 10  | Renata Fast             | Canada     | 7  | 3 | 3 | 6   | 6   | +15 |

| Clt                                                                                                   | Joueuse              | Équipe     | PJ | Min          | BC | Moy  | %Arr  | Bl |
| --- | -------------------- | ---------- | -- | ------------ | -- | ---- | ----- | -- |
| 1 | Sandra Abstreiter    | Allemagne  | 5  | 303 min 11 s | 6  | 1,19 | 95,04 | 1  |
| 2 | Zhan Jiahui          | Chine      | 4  | 209 min 45 s | 9  | 2,57 | 93,96 | 0  |
| 3 | Ann-Renée Desbiens   | Canada     | 5  | 308 min 54 s | 7  | 1,36 | 93,58 | 2  |
| 4 | Emma-Sofie Nordstrøm | Danemark   | 4  | 241 min 19 s | 10 | 2,49 | 92,65 | 0  |
| 5 | Klára Peslarová      | Tchéquie   | 7  | 430 min      | 18 | 2,51 | 92,56 | 2  |
| 6 | Andrea Brändli       | Suisse     | 5  | 280 min 33 s | 15 | 3,21 | 92,02 | 0  |
| 7 | Aerin Frankel        | États-Unis | 6  | 368 min 54 s | 9  | 1,46 | 91,67 | 4  |
| 8 | Sanni Ahola          | Finlande   | 6  | 367 min 49 s | 16 | 2,61 | 91,35 | 0  |
| 9 | Emma Söderberg       | Suède      | 4  | 237 min 49 s | 9  | 2,27 | 90,53 | 0  |
| 10 | Riko Kawaguchi       | Japon      | 4  | 206 min 13 s | 13 | 3,78 | 88,18 | 1  |
| Nota : seules sont classées les gardiennes ayant joué au minimum 40 % du temps de jeu de leur équipe. |                      |            |    |              |    |      |       |    |

## Autres divisions

### Division I

#### Groupe A
La compétition a lieu du 21 au 27 avril 2024 à Klagenfurt en Autriche.
Légende :
- en gras, promu en division élite
- en italique, relégué en division IB
- Pr : prolongation
- F : tirs de fusillade

Pour les significations des abréviations, voir statistiques du hockey sur glace.
| Clt   | Équipe         | PJ | V | VP | D | DP | BP | BC | Diff | Pts |
| ----- | -------------- | -- | - | -- | - | -- | -- | -- | ---- | --- |
| +001, | Norvège        | 5  | 2 | 3  | 0 | 0  | 18 | 6  | +12  | 12  |
| +002, | Hongrie R      | 5  | 3 | 0  | 0 | 2  | 9  | 6  | +3   | 11  |
| +003, | France R       | 5  | 3 | 0  | 1 | 1  | 19 | 10 | +9   | 10  |
| +004, | Autriche H     | 5  | 1 | 2  | 2 | 0  | 20 | 15 | +5   | 7   |
| +005, | Pays-Bas       | 5  | 1 | 0  | 2 | 2  | 9  | 15 | -6   | 6   |
| +006, | Corée du Sud P | 5  | 0 | 0  | 5 | 0  | 1  | 24 | -23  | 0   |

| 21 avril | Pays-Bas     | 1    | 5   | France       |
| 21 avril | Corée du Sud | 0    | 2   | Hongrie      |
| 21 avril | Norvège      | 3    | 2   | Autriche     |
| 22 avril | Hongrie      | 2    | 0   | Pays-Bas     |
| 22 avril | France       | 3    | 4 F | Norvège      |
| 22 avril | Autriche     | 6    | 0   | Corée du Sud |
| 24 avril | Hongrie      | 1    | 2 F | Norvège      |
| 24 avril | Corée du Sud | 1    | 3   | Pays-Bas     |
| 24 avril | France       | 5    | 3   | Autriche     |
| 26 avril | France       | 5    | 0   | Corée du Sud |
| 26 avril | Pays-Bas     | 0    | 1 F | Norvège      |
| 26 avril | Autriche     | 3 F  | 2   | Hongrie      |
| 27 avril | Norvège      | 8    | 0   | Corée du Sud |
| 27 avril | Hongrie      | 2    | 1   | France       |
| 27 avril | Autriche     | 6 Pr | 5   | Pays-Bas     |

#### Groupe B
La compétition se déroule du 31 mars au 6 avril 2024 à Riga en Lettonie.
Légende :
- en gras, promu en division IA
- en italique, relégué en division IIA
- Pr : prolongation
- F : tirs de fusillade

Pour les significations des abréviations, voir statistiques du hockey sur glace.
| Clt   | Équipe          | PJ | V | VP | D | DP | BP | BC | Diff | Pts |
| ----- | --------------- | -- | - | -- | - | -- | -- | -- | ---- | --- |
| +001, | Slovaquie R     | 5  | 4 | 0  | 1 | 0  | 25 | 6  | +19  | 12  |
| +002, | Lettonie H,P    | 5  | 3 | 0  | 1 | 1  | 17 | 15 | +2   | 10  |
| +003, | Italie          | 5  | 3 | 0  | 2 | 0  | 13 | 8  | +5   | 9   |
| +004, | Grande-Bretagne | 5  | 2 | 0  | 2 | 1  | 8  | 15 | -7   | 7   |
| +005, | Slovénie        | 5  | 1 | 1  | 3 | 0  | 10 | 16 | -6   | 5   |
| +006, | Pologne         | 5  | 0 | 1  | 4 | 0  | 6  | 19 | -13  | 2   |

| 31 mars   | Grande-Bretagne | 1    | 0   | Italie          |
| 31 mars   | Slovénie        | 4    | 1   | Pologne         |
| 31 mars   | Lettonie        | 1    | 7   | Slovaquie       |
| 1er avril | Pologne         | 3 Pr | 2   | Grande-Bretagne |
| 1er avril | Slovaquie       | 4    | 0   | Slovénie        |
| 1er avril | Italie          | 2    | 3   | Lettonie        |
| 3 avril   | Slovaquie       | 7    | 1   | Grande-Bretagne |
| 3 avril   | Pologne         | 1    | 2   | Italie          |
| 3 avril   | Lettonie        | 3    | 4 F | Slovénie        |
| 5 avril   | Italie          | 3    | 2   | Slovaquie       |
| 5 avril   | Slovénie        | 1    | 2   | Grande-Bretagne |
| 5 avril   | Pologne         | 0    | 6   | Lettonie        |
| 6 avril   | Italie          | 6    | 1   | Slovénie        |
| 6 avril   | Slovaquie       | 5    | 1   | Pologne         |
| 6 avril   | Grande-Bretagne | 2    | 4   | Lettonie        |

### Division II

#### Groupe A
La compétition se déroule du 7 au 13 avril 2023 à Canillo en Andorre.
Légende :
- en gras, promu en division IB
- en italique, relégué en division IIB

Pour les significations des abréviations, voir statistiques du hockey sur glace.
| Clt   | Équipe         | PJ | V | VP | D | DP | BP | BC | Diff | Pts |
| ----- | -------------- | -- | - | -- | - | -- | -- | -- | ---- | --- |
| +001, | Kazakhstan R   | 5  | 5 | 0  | 0 | 0  | 28 | 9  | +19  | 15  |
| +002, | Espagne H      | 5  | 4 | 0  | 1 | 0  | 25 | 6  | +19  | 12  |
| +003, | Mexique        | 5  | 3 | 0  | 2 | 0  | 13 | 9  | +4   | 9   |
| +004, | Taipei chinois | 5  | 2 | 0  | 3 | 0  | 8  | 11 | -3   | 6   |
| +005, | Islande        | 5  | 1 | 0  | 4 | 0  | 9  | 23 | -14  | 3   |
| +006, | Belgique P     | 5  | 0 | 0  | 5 | 0  | 6  | 31 | -25  | 0   |

| 7 avril  | Belgique       | 1 | 3 | Taipei chinois |
| 7 avril  | Mexique        | 2 | 4 | Kazakhstan     |
| 7 avril  | Espagne        | 8 | 0 | Islande        |
| 8 avril  | Kazakhstan     | 3 | 0 | Taipei chinois |
| 8 avril  | Islande        | 5 | 2 | Belgique       |
| 8 avril  | Espagne        | 3 | 0 | Mexique        |
| 10 avril | Kazakhstan     | 7 | 2 | Islande        |
| 10 avril | Mexique        | 2 | 1 | Taipei chinois |
| 10 avril | Espagne        | 8 | 0 | Belgique       |
| 11 avril | Islande        | 0 | 3 | Mexique        |
| 11 avril | Belgique       | 2 | 9 | Kazakhstan     |
| 11 avril | Taipei chinois | 1 | 3 | Espagne        |
| 13 avril | Mexique        | 6 | 1 | Belgique       |
| 13 avril | Taipei chinois | 3 | 2 | Islande        |
| 13 avril | Kazakhstan     | 5 | 3 | Espagne        |

#### Groupe B
La compétition se déroule du 1er au 7 avril 2024 à Istanbul en Turquie.
Légende :
- en gras, promu en division IIA
- en italique, relégué en division IIIA
- F : tirs de fusillade

Pour les significations des abréviations, voir statistiques du hockey sur glace.
| Clt   | Équipe           | PJ | V | VP | D | DP | BP | BC | Diff | Pts |
| ----- | ---------------- | -- | - | -- | - | -- | -- | -- | ---- | --- |
| +001, | Corée du Nord R  | 5  | 4 | 1  | 0 | 0  | 30 | 4  | +26  | 14  |
| +002, | Australie        | 5  | 4 | 0  | 0 | 1  | 31 | 4  | +27  | 13  |
| +003, | Hong Kong P      | 5  | 2 | 0  | 3 | 0  | 10 | 10 | 0    | 6   |
| +004, | Nouvelle-Zélande | 5  | 2 | 0  | 3 | 0  | 18 | 12 | +6   | 6   |
| +005, | Turquie H        | 5  | 2 | 0  | 3 | 0  | 13 | 17 | -4   | 6   |
| +006, | Afrique du Sud   | 5  | 0 | 0  | 5 | 0  | 1  | 56 | -55  | 0   |

| 1er avril | Nouvelle-Zélande | 1   | 5  | Corée du Nord    |
| 1er avril | Hong Kong        | 6   | 0  | Afrique du Sud   |
| 1er avril | Australie        | 6   | 2  | Turquie          |
| 2 avril   | Corée du Nord    | 14  | 0  | Afrique du Sud   |
| 2 avril   | Australie        | 4   | 0  | Nouvelle-Zélande |
| 2 avril   | Turquie          | 0   | 2  | Hong Kong        |
| 4 avril   | Nouvelle-Zélande | 14  | 0  | Afrique du Sud   |
| 4 avril   | Australie        | 6   | 0  | Hong Kong        |
| 4 avril   | Corée du Nord    | 7   | 1  | Turquie          |
| 5 avril   | Afrique du Sud   | 0   | 14 | Australie        |
| 5 avril   | Hong Kong        | 1   | 2  | Corée du Nord    |
| 5 avril   | Turquie          | 2   | 1  | Nouvelle-Zélande |
| 7 avril   | Nouvelle-Zélande | 2   | 1  | Hong Kong        |
| 7 avril   | Corée du Nord    | 2 F | 1  | Australie        |
| 7 avril   | Afrique du Sud   | 1   | 8  | Turquie          |

### Division III

#### Groupe A
La compétition se déroule du 11 au 17 mars 2024 à Zagreb en Croatie.
Légende :
- en gras, promu en division IIB
- en italique, relégué en division IIIB
- Pr : prolongation
- F : tirs de fusillade

Pour les significations des abréviations, voir statistiques du hockey sur glace.
| Clt   | Équipe      | PJ | V | VP | D | DP | BP | BC | Diff | Pts |
| ----- | ----------- | -- | - | -- | - | -- | -- | -- | ---- | --- |
| +001, | Ukraine     | 5  | 4 | 1  | 0 | 0  | 28 | 8  | +20  | 14  |
| +002, | Roumanie    | 5  | 4 | 0  | 1 | 0  | 20 | 11 | +9   | 12  |
| +003, | Lituanie    | 5  | 2 | 1  | 2 | 0  | 15 | 11 | +4   | 8   |
| +004, | Serbie P    | 5  | 2 | 0  | 2 | 1  | 12 | 19 | -7   | 7   |
| +005, | Croatie H,R | 5  | 1 | 0  | 3 | 1  | 10 | 16 | -6   | 4   |
| +006, | Bulgarie    | 5  | 0 | 0  | 5 | 0  | 5  | 25 | -20  | 0   |

| 11 mars | Ukraine  | 9    | 1 | Bulgarie |
| 11 mars | Serbie   | 0    | 7 | Roumanie |
| 11 mars | Lituanie | 2 F  | 1 | Croatie  |
| 12 mars | Bulgarie | 1    | 3 | Serbie   |
| 12 mars | Ukraine  | 3    | 1 | Lituanie |
| 12 mars | Croatie  | 2    | 4 | Roumanie |
| 14 mars | Lituanie | 3    | 4 | Roumanie |
| 14 mars | Ukraine  | 5 Pr | 4 | Serbie   |
| 14 mars | Croatie  | 5    | 1 | Bulgarie |
| 15 mars | Roumanie | 1    | 5 | Ukraine  |
| 15 mars | Bulgarie | 1    | 4 | Lituanie |
| 15 mars | Serbie   | 3    | 1 | Croatie  |
| 17 mars | Lituanie | 5    | 2 | Serbie   |
| 17 mars | Roumanie | 4    | 1 | Bulgarie |
| 17 mars | Croatie  | 1    | 6 | Ukraine  |

#### Groupe B
La compétition se déroule du 24 au 29 mars 2024 à Kohtla-Järve en Estonie.
Légende :
- en gras, promu en Division IIIA
- Pr : prolongation

Pour les significations des abréviations, voir statistiques du hockey sur glace.
| Clt   | Équipe             | PJ | V | VP | D | DP | BP | BC | Diff | Pts |
| ----- | ------------------ | -- | - | -- | - | -- | -- | -- | ---- | --- |
| +001, | Thaïlande          | 4  | 4 | 0  | 0 | 0  | 20 | 1  | +19  | 12  |
| +002, | Estonie H,R        | 4  | 2 | 1  | 1 | 0  | 10 | 4  | +6   | 8   |
| +003, | Israël             | 4  | 2 | 0  | 2 | 0  | 7  | 11 | -4   | 6   |
| +004, | Singapour          | 4  | 1 | 0  | 2 | 1  | 8  | 11 | -3   | 4   |
| +005, | Bosnie-Herzégovine | 4  | 0 | 0  | 4 | 0  | 8  | 26 | -18  | 0   |

| 24 mars | Thaïlande          | 4 | 0    | Israël             |
| 24 mars | Estonie            | 5 | 2    | Bosnie-Herzégovine |
| 25 mars | Singapour          | 0 | 4    | Thaïlande          |
| 26 mars | Israël             | 4 | 3    | Bosnie-Herzégovine |
| 26 mars | Singapour          | 1 | 2 Pr | Estonie            |
| 27 mars | Thaïlande          | 1 | 0    | Estonie            |
| 28 mars | Israël             | 3 | 1    | Singapour          |
| 28 mars | Bosnie-Herzégovine | 1 | 11   | Thaïlande          |
| 29 mars | Estonie            | 3 | 0    | Israël             |
| 29 mars | Bosnie-Herzégovine | 2 | 6    | Singapour          |